# 秦灭邽、冀之战
秦灭邽、冀之战，是指春秋早期公元前688年，秦国攻灭邽（今甘肃省天水市）、冀（今甘肃省甘谷县东南）两国的作战。
邽、冀是春秋时期西方戎族建立的两个政权。前688年（周庄王九年、秦武公十年、鲁庄公六年），秦武公发兵西进，攻灭邽、冀，在兩地分别设置邽县和冀县。这是秦国设县之始。